# Hugh Herbert
Hugh Herbert (* 10. August 1884 in Binghamton, New York; † 12. März 1952 in North Hollywood, Kalifornien) war ein US-amerikanischer Schauspieler, Komiker und Sketchschreiber.

## Leben
Hugh Herbert war vor seiner Filmkarriere lange Jahre als Bühnenschauspieler und -komiker sowie Sketchschreiber tätig. Mit Theatergruppen und Vaudeville-Shows tourte er quer durch sein Heimatland. Gleichzeitig war er Autor von Hunderten von Sketchen, die er selbst aufführte, aber auch teilweise verkaufte. 1927 und nochmals 1945 hatte er Rollen in Broadway-Produktionen. Mit dem Anbruch des Tonfilms Ende der 1920er-Jahre kam er nach Hollywood und arbeitete zunächst als Drehbuchautor an einigen Filmen, zudem führte er mit He Knew Women (1930) bei einem einzigen Film die Regie. Schon bald konzentrierte er sich aber auf eine Schauspielkarriere.
Erste gehaltvolle Filmauftritte erhielt er bei RKO Radio Pictures, wo er um 1930 sowohl komische als auch nicht-komische Rollen spielte. Nach seinem Wechsel zu Warner Brothers in den frühen 1930er-Jahren vergrößerte sich die Popularität von Hugh Herbert, der sich endgültig auf die Darstellung komischer Figuren spezialisierte. Dabei wirkte er an mehreren der Musicalfilme von Busby Berkeley mit, beispielsweise in Broadway-Show (1934) und Die Goldgräber von 1935 (1935) jeweils in der Rolle eines exzentrischen Millionärs. Ebenfalls bei Warner besetzte ihn Max Reinhardt in seiner Version von Ein Sommernachtstraum (1935) als einen der Laienschauspieler. Herbert spielte alles vom Obdachlosen bis zum Millionär, auch Professoren, Doktoren, Geschäftsleute, Polizisten oder Detektive. Gemein hatten alle seiner Figuren eine Reihe von unverkennbaren Markenzeichen, die sich Herbert angeeignet hatte: unter anderem verwendete er in vielen Rollen den Ausruf „Woo Woo“, stets waren seine verwirrt oder gar leicht irre wirkenden Figuren am Vor-sich-hin-Murmeln, Schulterzucken, Händeklatschen oder mit den Augen rollen.
Während Herbert in größeren Filmen zumeist als Nebendarsteller die komische Note gab, verkörperte er in B-Filmen oder Kurzfilmen auch selbst die Hauptrolle. Einer dieser Filme mit ihm als Hauptstar war die Komödie There’s One Born Every Minute von 1942, in der eine noch unbekannte Elizabeth Taylor ihr Filmdebüt gab. Eine größere, sehenswerte Nebenrolle hatte er als seltsamer Privatdetektiv in der surrealistischen Komödie In der Hölle ist der Teufel los! von 1941. Von 1943 bis in sein Todesjahr 1952 spielte Herbert in insgesamt 23 zwanzigminütigen Kurzfilm-Komödien bei Columbia Pictures die Hauptrolle. Zu ihrer Zeit war diese Komödienreihe populär, allerdings soll Herbert diese Kurzfilme laut dem Columbia-Regisseur Edward Bernds als seiner Talente nicht ganz würdig empfunden haben. Abseits dieser Kurzfilmreihe kam er zuletzt nur noch selten zu anderen Filmrollen, unter anderem 1949 in The Beautiful Blonde from Bashful Bend von Preston Sturges. Sein filmisches Schaffen umfasst mehr als 110 Filme.
Herbert war zweimal verheiratet, beide Ehen wurden geschieden. Im März 1952 erlag er im Alter von 67 Jahren an einer Herzerkrankung. Ihm zu Ehren wurde 1960 ein Stern auf dem Hollywood Walk of Fame eingelassen.

## Filmografie (Auswahl)
- 1927: Husbands for Rent
- 1928: Caught in the Fog
- 1931: Traveling Husbands
- 1932: Die letzten Vier (The Lost Squadron)
- 1932: Beine sind Gold wert (Million Dollar Legs)
- 1933: Diplomaniacs
- 1933: Liebe und andere Geschäfte (She Had to Say Yes)
- 1933: Verschollen in New York (Bureau of Missing Persons)
- 1933: Parade im Rampenlicht (Footlight Parade)
- 1934: Liebe ohne Zwirn und Faden (Fashions of 1934)
- 1934: Wonder Bar
- 1934: Nebel über Frisco (Fog Over Frisco)
- 1934: Broadway-Show (Dames)
- 1934: Sweet Adeline
- 1935: Die Goldgräber von 1935 (Gold Diggers of 1935)
- 1935: We're in the Money
- 1935: Ein Sommernachtstraum (A Midsummer Night’s Dream)
- 1936: Colleen
- 1937: Ein Kerl zum Verlieben (The Perfect Specimen)
- 1938: Gold Diggers in Paris
- 1938: Liebe zu viert (Four’s a Crowd)
- 1938: Der große Walzer (The Great Waltz)
- 1939: Der große Betrug (The Lady’s from Kentucky)
- 1939: Zauberer der Liebe (Eternally Yours)
- 1940: Die Unschuld und der Bösewicht (The Villain Still Pursued Her)
- 1940: Hit Parade of 1941
- 1941: The Black Cat
- 1941: In der Hölle ist der Teufel los! (Hellzapoppin’)
- 1942: There’s One Born Every Minute
- 1943: It’s a Great Life
- 1943: Stage Door Canteen
- 1944: Kismet
- 1944: Musik für Millionen (Music for Millions)
- 1947: Blondie in the Dough
- 1948: On Our Merry Way
- 1948: Das ist also New York (So This Is New York)
- 1948: Venus macht Seitensprünge (One Touch of Venus)
- 1948: Die tollkühne Rettung der Gangsterbraut Honey Swanson (A Song Is Born)
- 1949: The Beautiful Blonde from Bashful Bend
- 1952: The Gink at the Sink (Kurzfilm)